# Stereophyllum aptychopsis
Stereophyllum aptychopsis är en bladmossart som beskrevs av C. Müller 1897. Stereophyllum aptychopsis ingår i släktet Stereophyllum och familjen Stereophyllaceae. Inga underarter finns listade i Catalogue of Life.